# Werner Hollweg
Werner Friedrich Hollweg (Solingen, 13 de septiembre de 1936-Friburgo, 1 de enero de 2007) fue un tenor alemán.

## Biografía
Estudió canto con Frederik Husler. Debutó en 1962 en la Ópera de Cámara de Viena y pronto inició una carrera ascendente cuyo primer gran éxito internacional fue el papel de Belmonte (de la ópera El rapto en el serrallo) en Florencia en 1969 y su intervención como solista en la Novena Sinfonía de Beethoven que dirigió Herbert von Karajan en Osaka en 1970. Intérprete habitual en el Festival de Salzburgo, tuvo una relación estrecha con la Ópera Estatal de Hamburgo, la Ópera Estatal de Baviera en Múnich, la Deutsche Oper de Berlín, la Deutsche Oper am Rhein de Düsseldorf y en la Ópera Estatal de Viena, donde desarrolló la mayor parte de su carrera, aunque también cantó en otros escenarios internacionales (Roma, París, Nueva York, Los Ángeles, o Londres, donde debutó en el Covent Garden con el papel de Tito en 1976). 
Werner Hollweg grabó numerosos discos y cantó con los mejores directores de orquesta del mundo, como Otto Klemperer, Rafael Kubelík, Igor Markevich, Zubin Mehta, Claudio Abbado, Pierre Boulez o Carlo Maria Giulini.
También impartió clases de canto en el Colegio Estatal de Friburgo, donde residió y murió.

## Repertorio
Werner Hollweg tiene gran prestigio como intérprete de Mozart, sobre todo los papeles de Tito (protagonista de La clemenza di Tito), Don Ottavio (de Don Giovanni), Idomeneo, Tamino (de La flauta mágica), Don Basilio (de Las bodas de Fígaro, que grabó dirigido por Otto Klemperer), Ferrando (de Così fan tutte ) o el citado de Belmonte. También se recuerda su grabación de La viuda alegre de Franz Lehár dirigida por Herbert von Karajan y su intervención en la grabación de obras de Claudio Monteverdi en Zúrich con la dirección musical de Nikolaus Harnoncourt y escénica de Jean-Pierre Ponnelle.
También ha dado recitales de lieder (de Franz Schubert, Robert Schumann, Carl Loewe) y canciones de concierto, con un repertorio que abarca desde Franz Joseph Haydn a Zoltán Kodály. 
Intervino en el estreno mundial de la ópera del compositor York Höller Der Meister und Margarita (El maestro y Margarita), basada en la obra homónima de Mijaíl Bulgakov, estrenada en la Ópera Garnier de París en mayo de 1989.